# Colomera
Colomera település Spanyolországban, Granada tartományban. Colomera Albolote, Atarfe, Moclín, Montillana, Benalúa de las Villas és Iznalloz községekkel határos. Lakosainak száma 1278 fő (2024).

## Népesség
A település népessége az elmúlt években az alábbi módon változott:
| Lakosok száma | 1618 | 1567 | 1570 | 1568 | 1507 | 1431 | 1395 | 1309 | 1298 | 1278 |
|               | 2001 | 2004 | 2006 | 2009 | 2011 | 2014 | 2016 | 2019 | 2021 | 2024 |